# Parodontologia
La parodontologia è una branca dell'odontoiatria che studia i tessuti del parodonto (περί = attorno; οδούς = dente) e le patologie ad esso correlate. Il parodonto è costituito da gengiva, osso alveolare, cemento radicolare (tessuto che ricopre la radice del dente) e legamento parodontale.
La parodontologia si occupa quindi dell'insieme dei tessuti molli (il legamento periodontale e la gengiva) e duri (cemento e tessuto osseo alveolare) che circondano il dente e che assicurano la sua stabilità nell'arcata alveolare (in condizioni di salute). La parodontologia, si occupa anche delle malattie che interessano il parodonto, queste vengono chiamate genericamente malattie parodontali o parodontopatie, o piorrea (termine storico oggi ancora utilizzato nella popolazione). Esse sono le parodontiti e le gengiviti.

## Eziologia della malattia parodontale
La malattia parodontale è una malattia batterica multifattoriale sitospecifica.
Ovvero:
1. batterica: la causa necessaria che non può mai mancare sono i batteri (placca batterica);
2. multifattoriale: ha più concause che assieme possono aumentare la probabilità che la malattia si verifichi (condizione necessaria rimane la presenza di batteri) come avviene per il fumo o malattie sistemiche e/o aggravare gli effetti della componente infettiva come avviene con le mal'occlusioni dentarie;
3. sitospecifica: ogni dente ed ogni sua zona può esserne colpito in maniera differente, grave, media, minima o nulla; per questo è necessaria una diagnosi accurata dente per dente.

La malattia parodontale può presentarsi come gengivite o parodontite, la prima comporta con la guarigione la "restitutio ad integrum" dei tessuti di sostegno, la seconda comporta sempre dopo guarigione una lesione irreversibile. Vi sono quattro tipi di parodontite: Cronica, Aggressiva, Associata a malattie sistemiche e Necrotizzante.

## Incidenza della malattia parodontale
Si calcola che almeno dieci milioni di italiani soffrano di tali malattie dopo i trenta anni di età. Con la malattia parodontale si perde "attacco": attacco epiteliale, che in realtà non si perde, ma si sposta apicalmente, allontanandosi dal dente verso la radice e attacco connettivale, che viene invece perso in direzione apicale insieme all'osso alveolare. Queste modifiche anatomiche del parodonto sono conseguenze della malattia portano a due possibili manifestazioni cliniche: 1 - recessione gengivale (gengiva abbassata che si evidenzia con un dente più lungo) 2 - tasca parodontale volgarmente ed impropriamente chiamata "sacca gengivale" (gengiva nella posizione corretta, ma l'osso e l'attacco si sono spostati apicalmente lungo la radice, formando così uno spazio vuoto chiamato tasca parodontale). Le tasche parodontali si possono ancora classificare come sopra-ossee e infra-ossee, a seconda che il loro punto più profondo si trovi più coronalmente o apicalmente al profilo dell'osso alveolare.

## Classificazione della malattia parodontale
Nel 2017 è stata stilata una nuova classificazione della malattia parodontale. La nuova classificazione aggiorna la precedente risalente al 1999 ed è il risultato del World Workshop sulla classificazione delle malattie e delle condizioni parodontali e peri-implantari, tenutosi a Chicago nel novembre 2017. Il World Workshop è stato organizzato congiuntamente dall’American Academy of Periodontology (AAP) e dalla European Federation of Periodontology (EFP) per creare una base di conoscenze condivise per una nuova classificazione da promuovere a livello globale. I documenti di ricerca e i report condivisi del World Workshop sono stati pubblicati simultaneamente sul Journal of Clinical Periodontology dell’EFP e nel Journal of Periodontology dell’AAP nel giugno 2018. La nuova classificazione è stata presentata formalmente dalle due organizzazioni al congresso di EuroPerio9 tenutosi ad Amsterdam a giugno 2018.
La nuova classificazione prevede l'inquadramento del paziente all'interno di un nuovo framework suddiviso per stadi e gradi. Gli indici che influiscono sugli stadi di avanzamento della parodontite sono la gravità, la complessità e la distribuzione. Quelli che influiscono sul grado sono le evidenze cliniche dirette e indirette e i fattori di rischio. 

## Patologia parodontale aggressiva infantile
Anche nei bambini e negli adolescenti questa malattia può insorgere ed è prevalentemente dovuta a un microrganismo: l'Aggregatibacter actinomycetemcomitans (inizialmente denominato Actinobacillus actinomycetemcomitans). Altre condizioni possono favorirla anatomie particolarmente sfavorevoli che agevolano la perdita di gengiva; una scarsa igiene e una infiammazione conseguente possono aggravare le lesioni. Può guarire dopo opportuno trattamento comprendente decontaminazione meccanica e antibioticoterapia ed il ripristino di pratiche corrette di igiene orale.